# Ганс-Бабо фон Рор
Ганс-Бабо фон Рор (нім. Hans-Babo von Rohr; 9 жовтня 1922 — 14 лютого 1945) — німецький офіцер, оберлейтенант вермахту. Кавалер Лицарського хреста Залізного хреста з дубовим листям.

## Біографія
В червні 1941 року вступив в танкові війська. У складі 1-го батальйону 25-го танкового полку 7-ї танкової дивізії брав участь у Німецько-радянській війні. Відзначився у боях під Мемелем. В 1944 році — командир взводу 2-ї роти свого полку. В 1945 році бився у Східній Пруссії. Загинув у бою.
Всього за час бойових дій знищив 58 ворожих танків.

## Нагороди
- Медаль «За зимову кампанію на Сході 1941/42»
- Залізний хрест
  - 2-го класу (6 грудня 1943)
  - 1-го класу (28 січня 1944)
- 3 нарукавні знаки «За знищений танк»
- Лицарський хрест Залізного хреста з дубовим листям
  - лицарський хрест (5 листопада 1944)
  - дубове листя (№754; 24 лютого 1945, посмертно)
- Нагрудний знак «За поранення» в чорному (1945)